# 全北日报
《全北日報》（韓語：전북일보）韩国报纸。报社总部位于全羅北道全州市，全羅北道有代表性的地方性报紙。

## 历史
創刊于1952年。与全羅南道的全南日報并称全羅道有代表性二大新聞社。